# Solomon Afful
Solomon Afful (* 28. Juli 1994 in Accra) ist ein ghanaischer Sprinter, der sich auf den 100- und 200-Meter-Lauf spezialisiert hat.
Bei den Juniorenweltmeisterschaften 2012 erreichte er das Halbfinale über 200 Meter und trat in der 4-mal-400-Meter-Staffel an. Bei den Commonwealth-Spielen 2014 kam er in der 100er-, 200er- oder Staffel nicht über den Anfangslauf hinaus.
Bei den Afrikanischen Meisterschaften 2014 erreichte er sowohl über 100 als auch über 200 Meter das Halbfinale und gewann eine Silbermedaille in der 4-mal-100-Meter-Staffel. Dann gewann er bei den Afrikaspielen 2015 in der 4-mal-100-Meter-Staffel eine Bronzemedaille.
Seine persönlichen Bestzeiten liegen bei 10,39 Sekunden auf den 100 Metern, die er im Mai 2015 in Hutchinson erzielte. Bei den 200 Metern erreichte er im Mai 2015 eine Zeit von 20,68 Sekunden in El Dorado. Diese Zeit wurde von der IAAF trotz fehlender Windinformationen gezählt.